# 基加博尼
基加博尼区，是坦桑尼亚城市达累斯萨拉姆的五个区之一。
该区原来是特梅克区的一部分，2015年成立，以缓解主城区城市化带来的一系列问题。位于基加博尼半岛上，与达累斯萨拉姆主城区隔海相望。面积为577.9平方公里，行政区划上，下辖Kigamboni、Somangila和Pembamnazi三个区。
2016年，长达680米的尼雷尔大桥建成，连接主城区和基加博尼区，当时为撒哈拉以南非洲最大的斜拉式跨海大桥。
坦桑尼亚海军总部位于此地。
该地区的主要经济活动是农业、渔业、畜牧业、贸易和旅游业。
该地区有着面向印度洋的海岸线，其白色沙滩吸引着游客，因其位于达累斯萨拉姆市区南边，被称为“南海滩”。

## 图集
- 基甘博尼的城市景观
- 尼雷尔大桥
- 基加博尼度假海滩
- 连接主城区与基加博尼的渡轮
- 连接主城区与基加博尼的渡轮